# Igor Alexandrowitsch Krawzow
Igor Alexandrowitsch Krawzow (russisch Игорь Александрович Кравцов; * 21. Dezember 1973 in Magnitogorsk) ist ein ehemaliger russischer Ruderer. Er gewann zusammen mit Sergei Fedorowzew, Nikolai Spinjow und Alexei Swirin 2004 die olympische Goldmedaille im Doppelvierer, die erste und bislang einzige Goldmedaille für russische Ruderer seit dem Zerfall der Sowjetunion. 

## Karriere
Der 1,92 m große Igor Krawzow belegte 1993 mit dem Doppelzweier den fünften Platz beim Nations Cup, den damals inoffiziellen U23-Weltmeisterschaften im Rudern. 1995 belegte er den fünften Platz im Einer. Bei den Olympischen Spielen 1996 in Atlanta belegte er mit dem Doppelvierer den achten Platz, genau wie ein Jahr später bei den Weltmeisterschaften 1997. 
Im Ruder-Weltcup 2000 war Krawzow wieder Mitglied des russischen Doppelvierers, der sich aber nicht für die Olympischen Spiele 2000 qualifiziert hatte. Bei den Weltmeisterschaften 2001 belegte Krawzow dann einmal mehr den achten Platz. Das A-Finale erreichte der Doppelvierer mit Krawzow 2002 und 2003, das Boot platzierte sich jeweils als Weltmeisterschaftsfünfter. Bei den Olympischen Spielen 2004 in Athen belegte der russische Vierer im Vorlauf den zweiten Platz hinter den Polen, im ersten Halbfinale siegten die Polen vor dem deutschen Boot, im zweiten Halbfinale siegten die Tschechen vor den Russen. Im Finale gewannen die Russen knapp vor den Tschechen, die Ukrainer erreichten den dritten Platz knapp vor den Polen. Bei den Weltmeisterschaften 2005 traten die Russen mit der gleichen Besetzung wie beim Olympiasieg an und belegten den achten Platz. Bei den Europameisterschaften 2007 ruderte Krawzow gegen Ende seiner Karriere im Einer, erreichte aber nur das C-Finale.